# پشت‌آتشی‌های خاوری
پشت‌آتشی‌های خاوری (نام علمی: Dinopium) نام یک سرده از زیرخانواده دارکوبیان است.